# Eparquía de Tokat de los armenios
La eparquía de Tokat de los armenios (en latín: Eparchia Tokatensis Armenorum) fue una circunscripción eclesiástica de la Iglesia católica en Turquía. Se trataba de una eparquía armenia inmediatamente sujeta al patriarcado de Cilicia de los armenios. Fue suprimida en 1972 y a la vez restaurada como archieparquía titular. Desde el 28 el julio de 2012 es sede vacante.

## Territorio y organización
La eparquía extendía su jurisdicción sobre los fieles católicos de rito armenio residentes en la parte norte del valiato de Sivas en el Imperio otomano. La eparquía estaba dentro del territorio propio del patriarcado de Cilicia de los armenios.
La sede de la eparquía se encontraba en la ciudad de Sivas (antes llamada Sebaste).

## Historia
Tokat fue la antigua Evdokia. En 1071 pasó a manos de la dinastía selyúcida y circa 1398 fue ocupada por el Imperio otomano.
Un decreto de la Congregación de Propaganda Fide de 22 de abril de 1769 dispuso agregar al patriarcado de Cilicia de los armenios las regiones de Tokat y de Perkenik en Asia Menor, hasta entonces dependientes del vicariato apostólico de Constantinopla. Posteriormente se dispuso que Tokat fuera un vicariato patriarcal de Tokat.
En 1843 el obispo titular de Cesarea en Capadocia y vicario patriarcal de Tokat, Gregorio Pedro VIII Der Asdvadzadourian, fue elegido patriarca.
El sínodo en Bzommar estableció el 15 de noviembre de 1851 que se estableciera en Neocesarea una eparquía con jurisdicción: nunc Tokat, omnisque huius districtus, pero no fue aprobado por la Santa Sede.
La eparquía de Tokat fue erigida por el papa Pío IX en 1859, e inicialmente fue administrada por el patriarca de Cilicia de los armenios. El único obispo fue Arsenio Avak-Wartan Angiarakian, y a su renuncia el 17 de julio de 1865 Tokat fue entregada a los obispos de Sebaste en administración. Ambas sede fueron unidas aeque principaliter el 30 de mayo de 1892 mediante la carta apostólica Quod ab Episcopis del papa León XIII.
En 1890 se reportaron alrededor de 4000 armenios católicos en las dos eparquías de Sebaste y Tokat, asistidos por 7 sacerdotes armenios.
En 1898 la Congregación de Propaganda Fide informaba que la archieparquía unida tenía 3000 fieles, con 4 estaciones y 10 sacerdotes. Había 11 escuelas elementales y 6 monjas de la Inmaculada Concepción.
En la primera década del siglo XX alrededor de 3000 fieles católicos armenios fueron reportados en las dos eparquías unidas, con 14 sacerdotes y 4 iglesias.
Debido al genocidio armenio de principios del siglo XX, la eparquía, como todas las diócesis armenias turcas, perdió la mayor parte de su población.

### Sede titular
Una sede titular católica es una diócesis que ha cesado de tener un territorio definido bajo el gobierno de un obispo y que hoy existe únicamente en su título. Continúa siendo asignada a un obispo, quien no es un obispo diocesano ordinario, pues no tiene ninguna jurisdicción sobre el territorio de la diócesis, sino que es un oficial de la Santa Sede, un obispo auxiliar, o la cabeza de una jurisdicción que es equivalente a una diócesis bajo el derecho canónico.
En 1972 todas las eparquías armenias vacantes en Turquía (mencionadas en el Anuario Pontificio como vacantes, impedidas y dispersas) fueron suprimidas y recategorizadas como sedes titulares, por lo que la archieparquía de Constantinopla abarcó desde entonces de iure todo el territorio de Turquía.
La eparquía titular de Tokat de los armenios fue conferida por primera vez por la Santa Sede el 28 de septiembre de 1987 al obispo Vartan Achkarian.

## Episcopologio
- Sede administrada por el patriarca de Cilicia (1850-1858)

- Arsenio Avak-Wartan Angiarakian † (10 de septiembre de 1858-4 de julio de 1865 renunció[nota 1])
  - Sede vacante (1865-1892)
  - Sede unida aeque principaliter a la Sebaste[9][10]

### Eparcas titulares
- Vartan Achkarian † (28 de septiembre de 1987-28 de julio de 2012 falleció)[11]